# Татар маша
Татар Маша е местност в Южна България и се намира в непосредствена близост до с. Княжево, община Тополовград, област Хасково. Съществува хипотеза, че в тази местност е бил древният тракийски град Дронгилон.

## Исторически забележителности
В местността върху естествения хълм преди векове е имало дворец, който е изгорял, доказателство за което са намерените обгорели дървени греди. Последните разкопки с ръководител Даниела Агре откриват артефакти, които показват, че там най-вероятно са посрещали важни гости, делегации и са сключвали търговски, делови и политически договори.
Археолозите вече имат доказателства за наличието на кула от източната страна, чиито основи са с размери 6,2 м на 6,2 м. Строителите са се възползвали от естествената защитеност на хълма и са издигнали резиденцията върху билото му. Основите ѝ са изградени от големи обработени камъни, върху тях са били издигнати кирпичени стени, някои от тях с дебелина 2,4 м. За археолозите е изненада откритието на дълбок и широк ров, непосредствено пред укрепителната стена. От западната страна на двореца е открита широка двойна отбранителна стена.
Най-късните монети, открити на обекта, са на Антиох II от средата на III век, а по-ранните са от третата четвърт на IV век пр.н.е. Из археологическия обект е открито и голямо количество гръцка керамика от рибни блюда, съдове за пиене на вино и много амфори с печати на производителя.
От изследванията и намерените останки дотогава става ясно, че само изключително богат и влиятелен човек (най-вероятно тракийски аристократ) може да направи изграждането на такава масивна постройка, построена по гръцки модел. Това е първият случай в земите на траките, когато владетелски дом е затрупан с могилен насип и превърнат в място за поклонение.
Интересното е, че в днешните български земи са много малко проучените резиденции на тракийски владетели – такива са в Копривщица, Синеморец и с. Княжево, които се проучват от Даниела Агре и екипа ѝ.

## Природни забележителности
В близост до местността тече река Тунджа, както и реките Калница и Синаповска, в непосредствена близост до северния край на Княжевско-сремския пролом. Около местността има множество горички.